# Caravasar de Orbelian

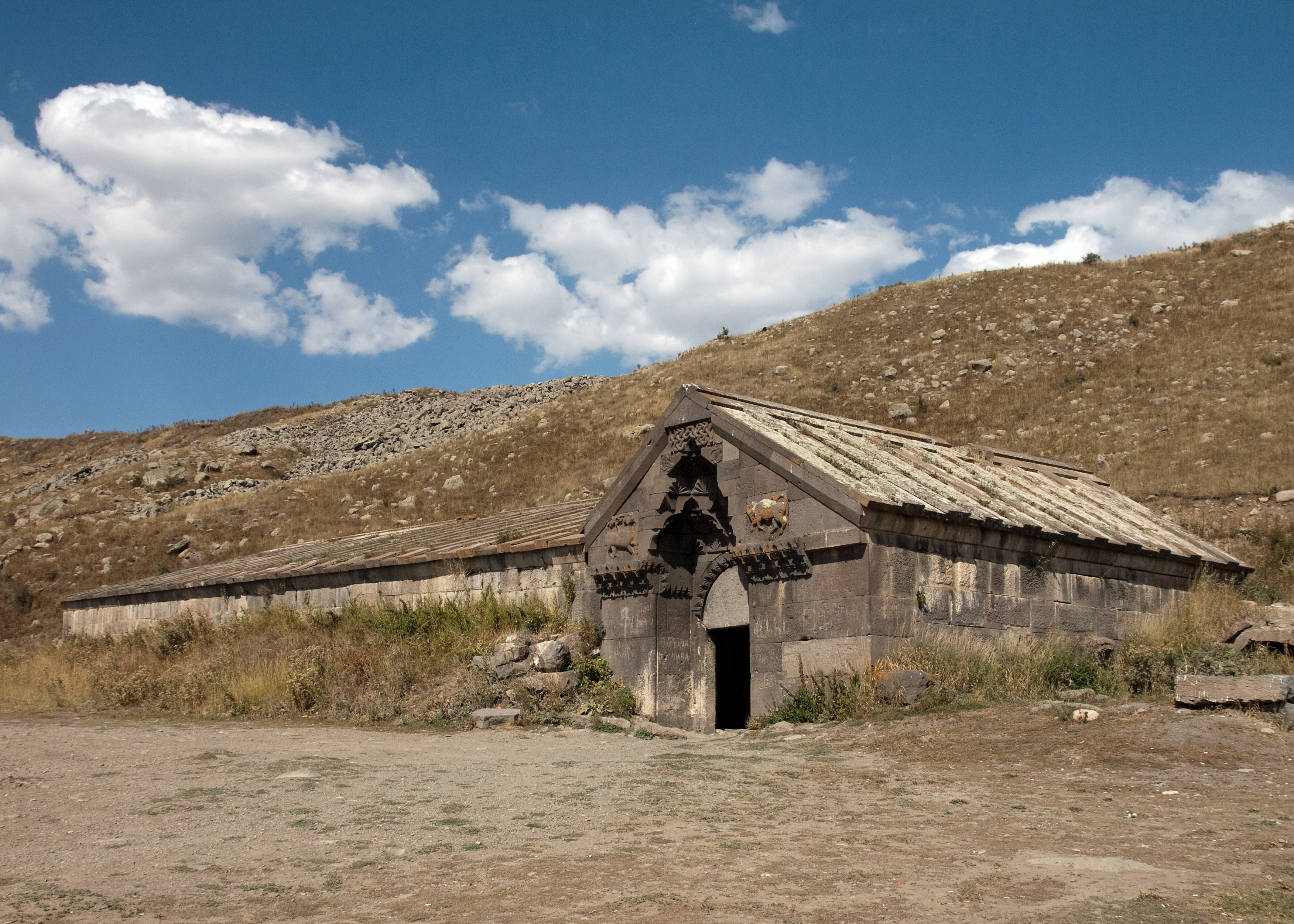
Caravasar de Orbelian; antes llamado de Selim

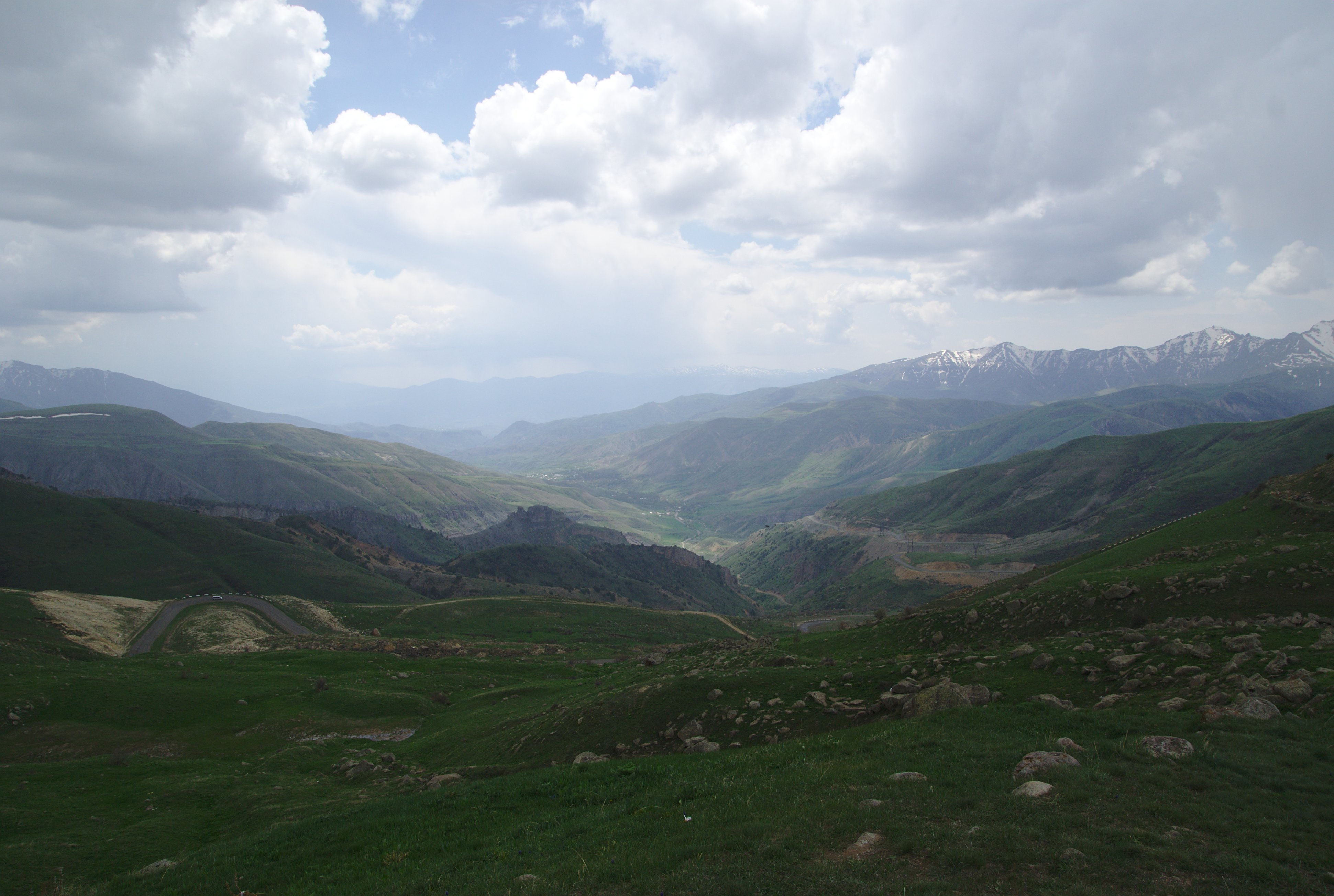
Collado de Vardenyats, antes collado de Selim

El caravasar de Orbelián (en armenio: Օրբելյանների Քարվանսարա; también conocido como caravasar Sulema y caravasar de Selim, en armenio: Սելիմ:), es un caravasar en la provincia de Vayots Dzor. Fue construido en el collado o paso de Vardenyats (antes conocido como paso de Selim) en 1332, por el príncipe Chesar Orbelián para acomodar a los viajeros y a sus animales que cruzaban la montañosa región de Vayots Dzor. Localizado en el lado sur del paso de Vardenyats, a una altitud de 2410 metros sobre el nivel de mar, el caravasar de Orbelián es el mejor conservado del país. Todavía se encuentran las ruinas de una pequeña capilla adyacente al vestíbulo, cruzando la carretera desde una fuente.

## Arquitectura
La única entrada al caravasar se halla en el vestíbulo rectangular adyacente a la sala principal de la estructura. Tiene un gablete de piedra bajo el techo de piedras planas que se apoya en tres arcos. La pared sur del vestíbulo y la pared de la fachada de entrada son los únicos sitios del caravasar donde hay alguna ornamentación. La entrada tiene decoraciones alrededor del arco de medio punto del dintel, con altorrelieves de un animal alado a la izquierda, y un toro a la derecha, por encima del dintel. Solo es posible encontrar otras decoraciones alrededor de cada uno de los óculos del techo, distinta en cada caso.
En el vestíbulo se han encontrado dos inscripciones, una está escrita en persa y la otra en armenio. La inscripción persa escrita en el dintel apuntado de la entrada ha sido casi destruida por vándalos, pero la inscripción armenia encontrada en la pared interior oriental, justo pasada la entrada en la parte superior derecha, es legible y dice lo siguiente:

En el nombre del todopoderoso Dios, en el año 1332, bajo el Gobierno de Busaid Khan, I Chesar hijo del príncipe de príncipes Liparit y mi madre Ana, nieta de Ivane, y mis hermanos, apuestos como leones, los príncipes Burtel, Smbat y Elikom de la dinastía orbeliana, y mi esposa Khorishah, hija de Vardan [y ...] de los senikarimans, construyó esta casa espiritual con su propio dinero para la salvación de nuestras almas y las de neustros parientes y hermanos que descansan con Cristo, y las de mis hermanos vivos y sus hijos Sargis, Hovhannes el sacerdote, Kurd y Vardan. Te rogamos, viajero, que nos recuerdes en Cristo. El inicio de la casa [tuvo lugar] bajo el sacerdocio de Esai, y el final, gracias a sus oraciones, en 1332.

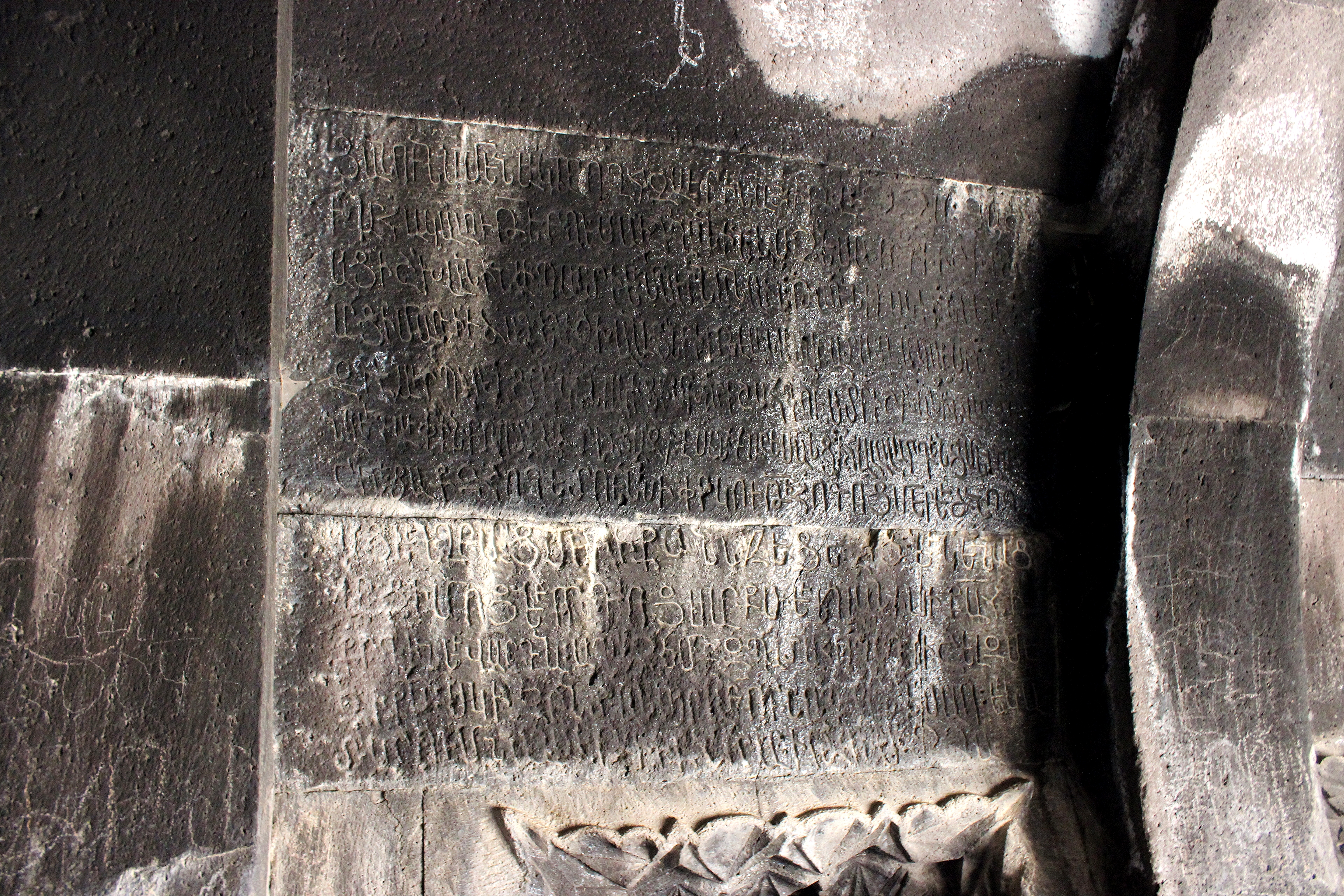
Dedicatoria de la inscription armenia.

El caravasar está construido con bloques de basalto.
Tiene una única sala dividida en tres naves, con siete pares de pilares poliédricos. Los animales descansaban en los estrechos pasillos a izquierda y derecha de la sala principal. Entre los pilares había pesebres de piedra para los animales, y en la esquina de una de las salas había una balsa. Los viajeros dormían en una habitación separada al final de los estrechos pasillos en el lado occidental del caravasar. Cada uno de los tres pasillos de la sala tiene su bóveda paralela con un óculo. Las bóvedas se sustentan sobre arcos que se extienden de pilar a pilar hasta los muros. Los óculos situados en medio de cada de las bóvedas servían para que entraran el sol y aire fresco, a la vez que permitían la salida del humo. 
El caravasar fue restaurado durante los años 1956-1959.

## Galería

Caravasar de Orbelian
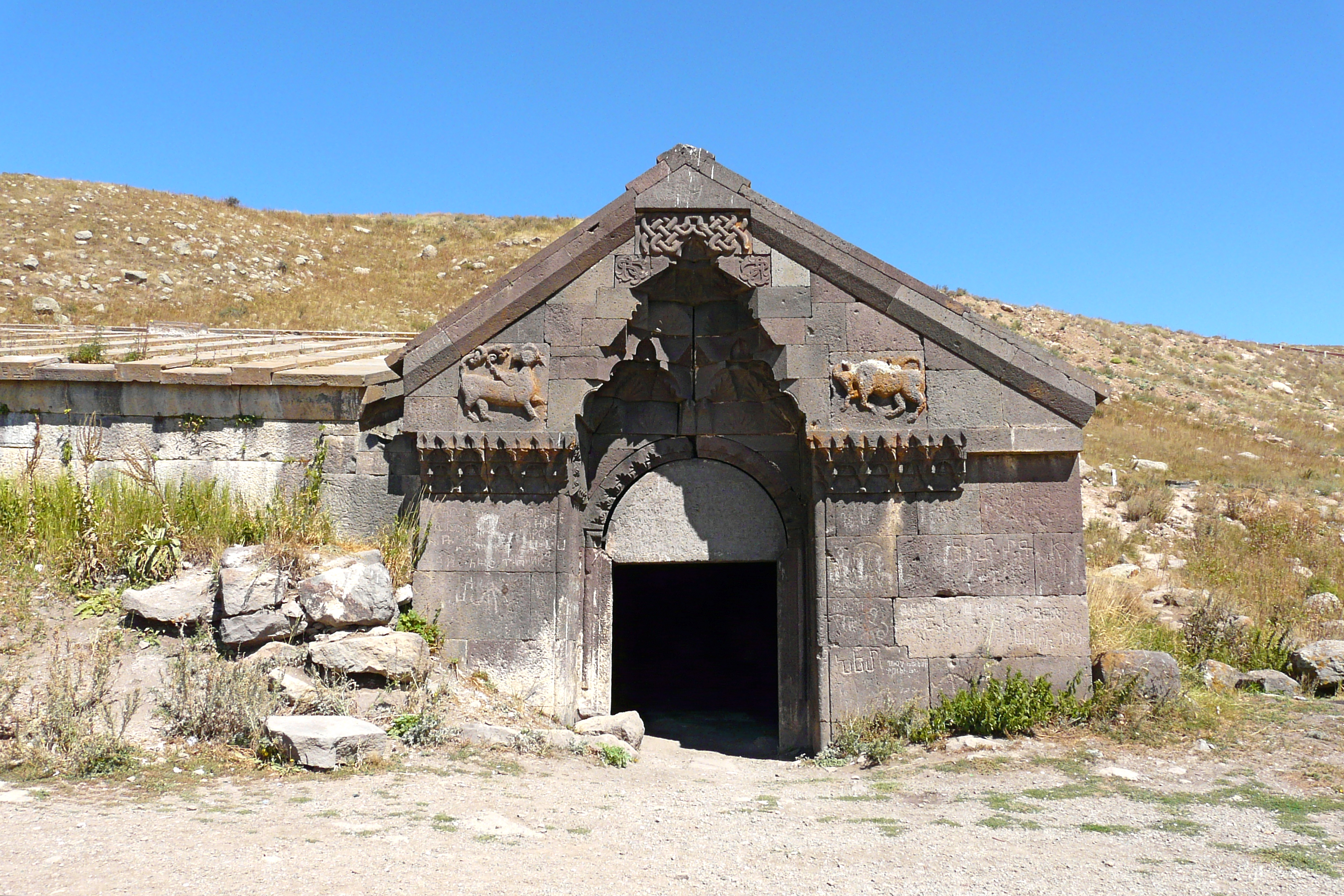
Caravasar de Orbelian visto de frente
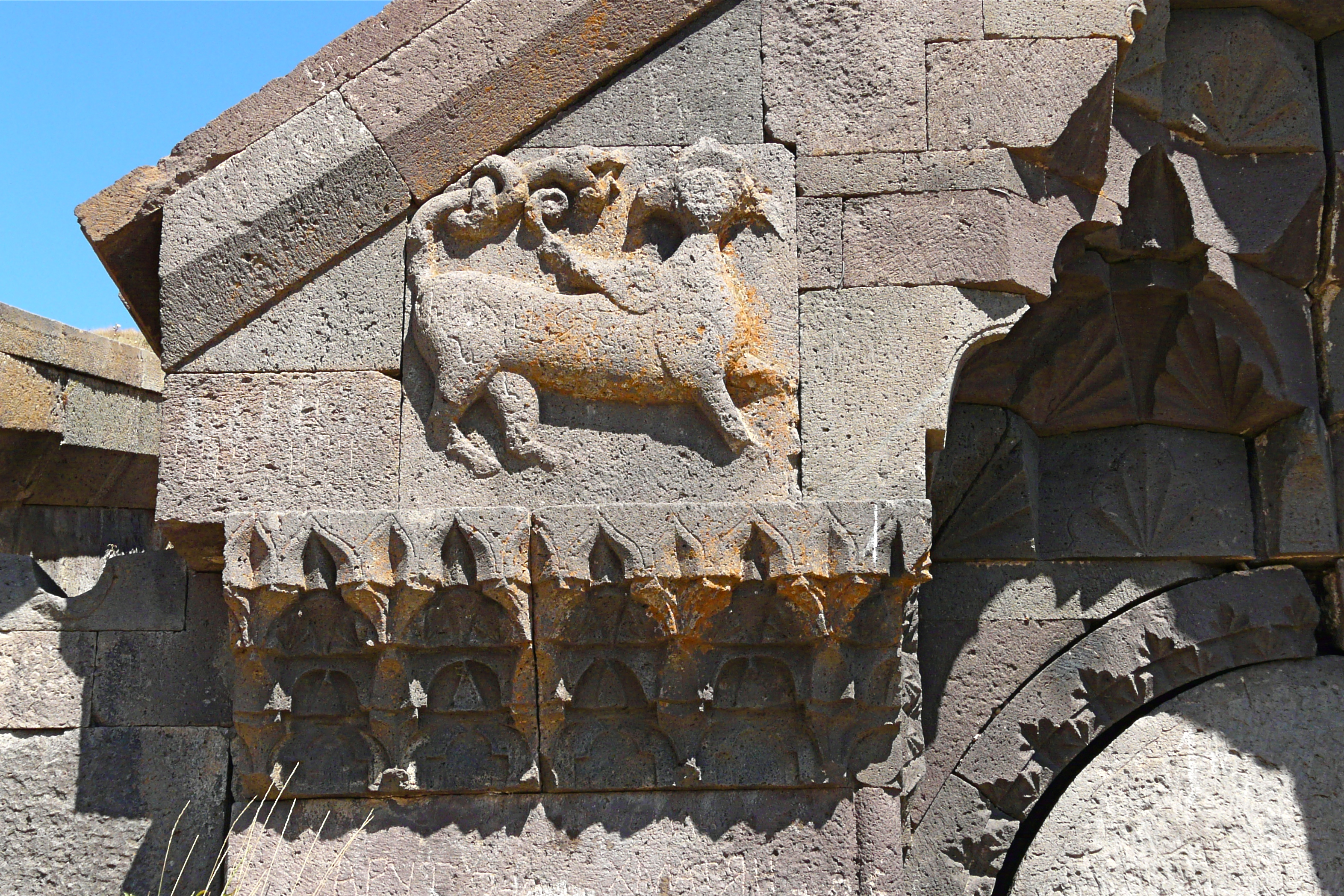
Altorrelieve de un animal alado a la izquierda y por encima de la entrada
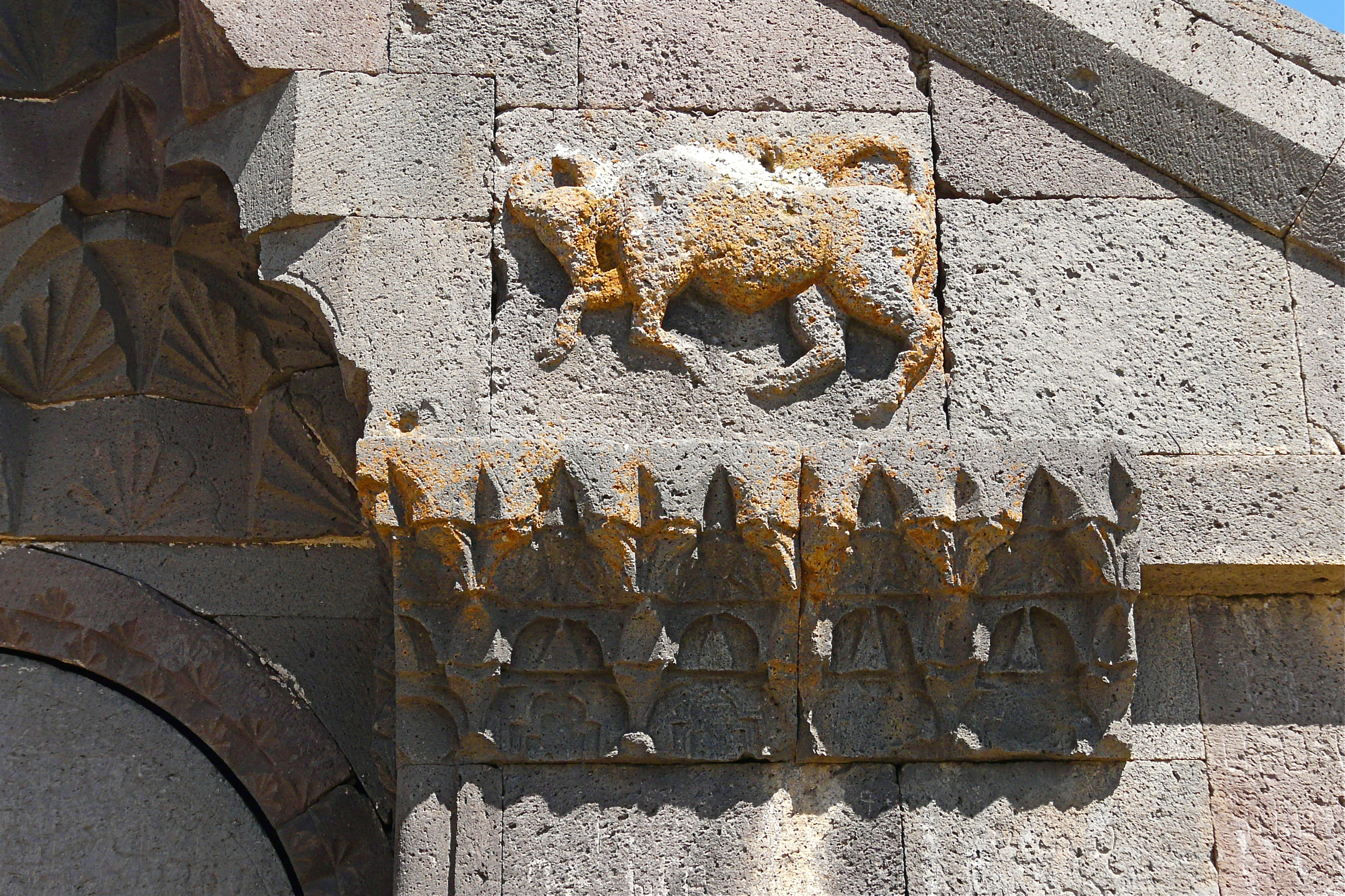
Altorrelieve de un toro  a la derecha y por encima de la entrada
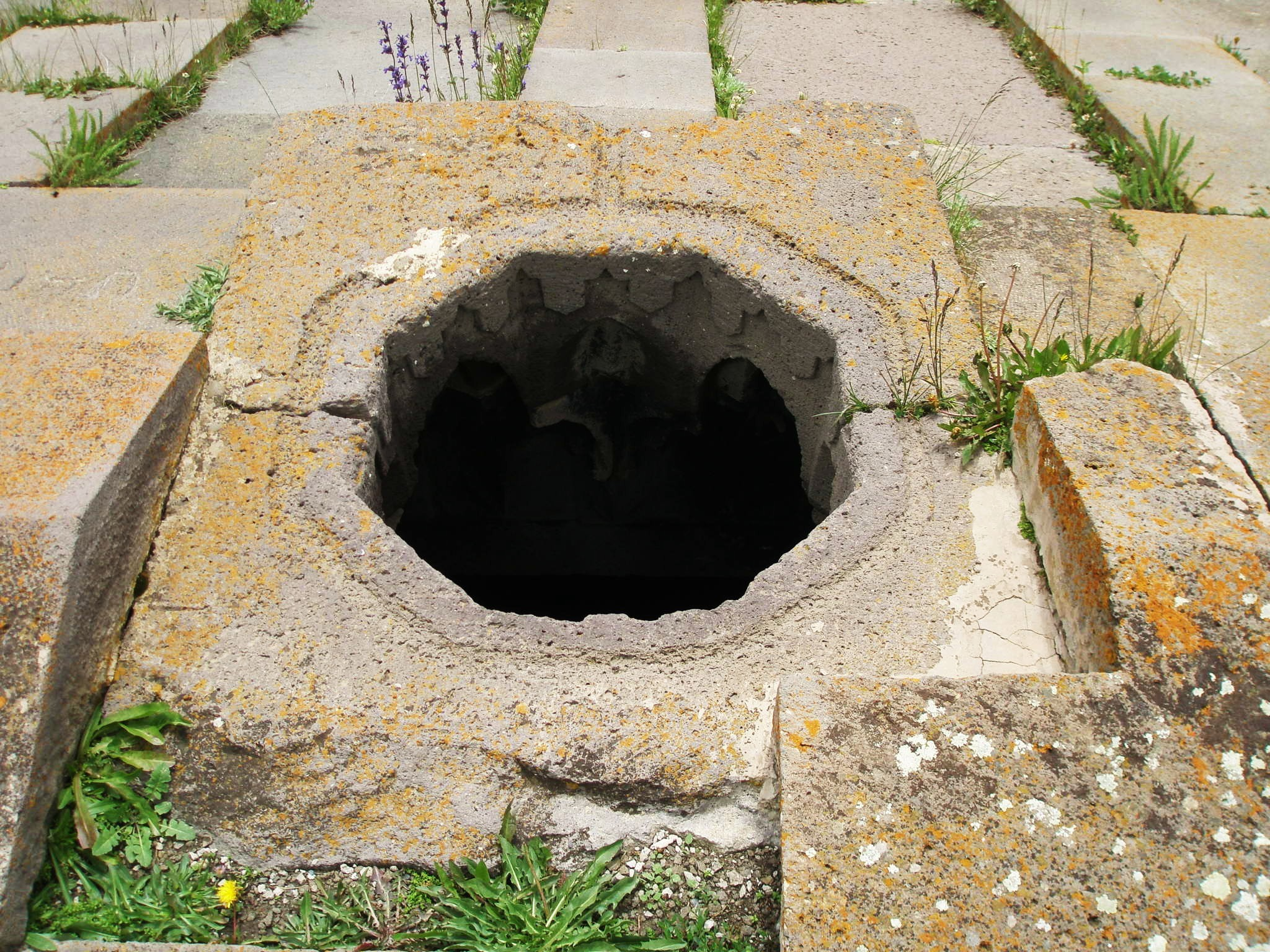
Vista de un óculo encima del techo
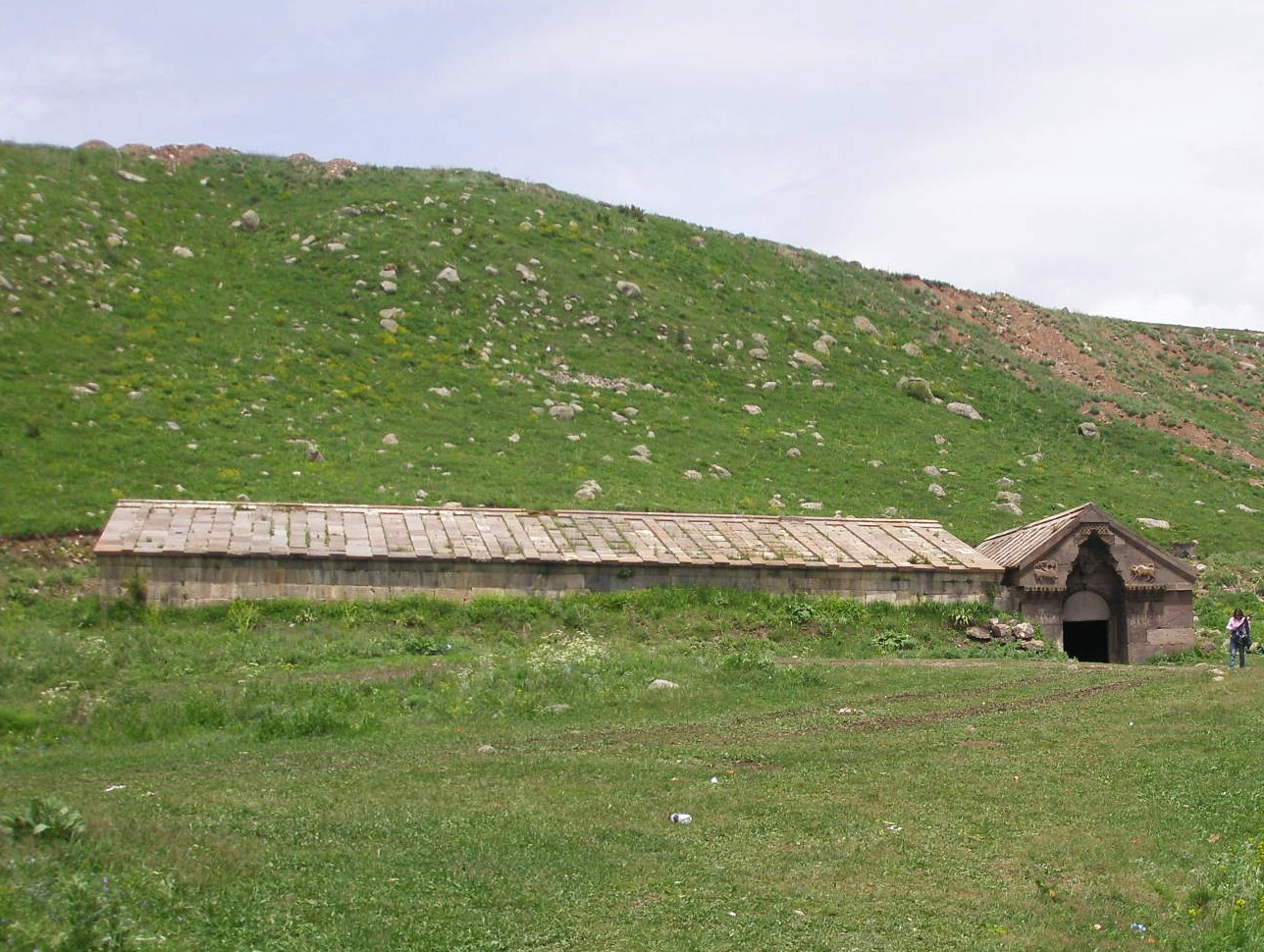
Caravasar de Orbelian
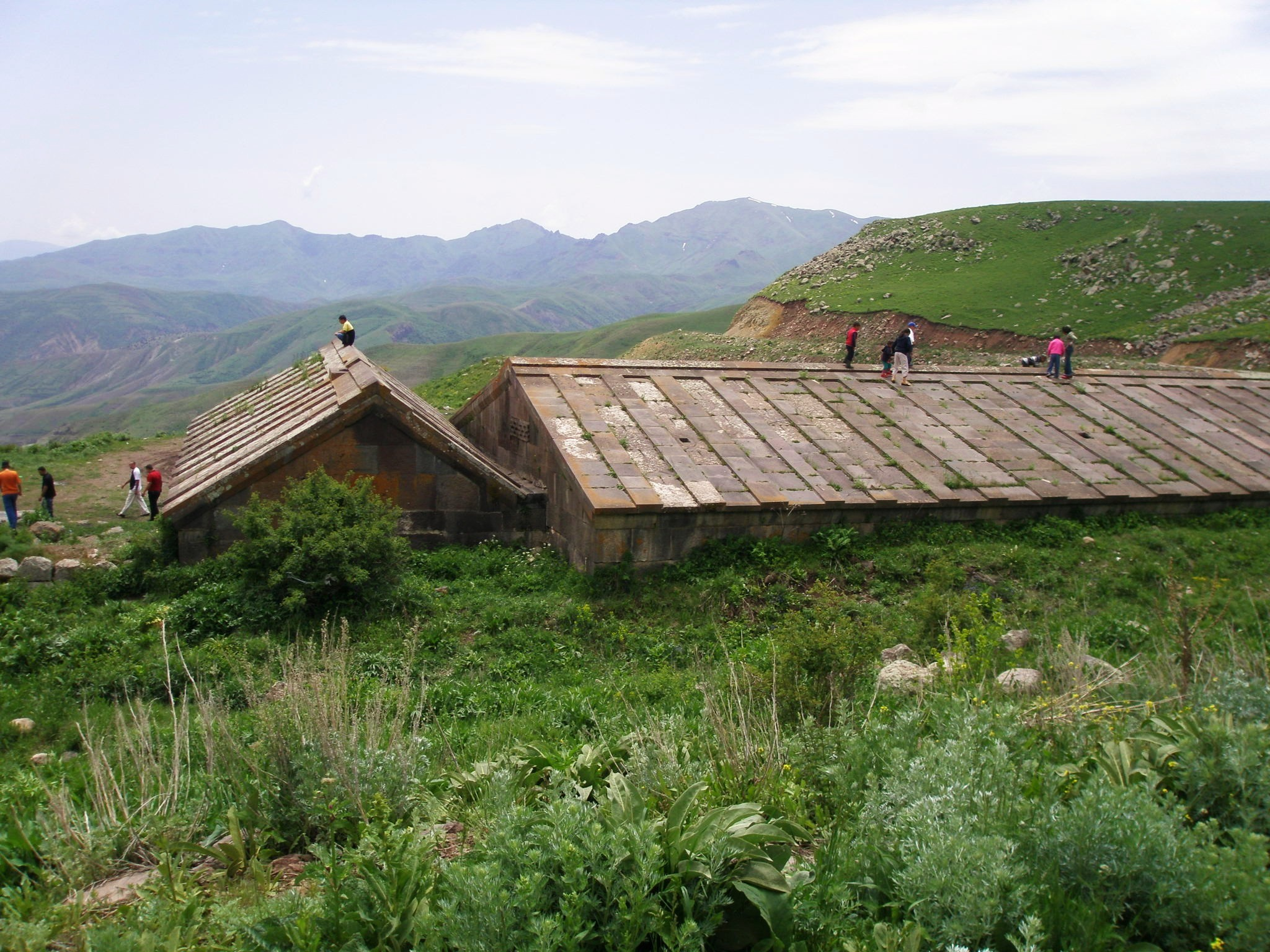
Vista del tejado
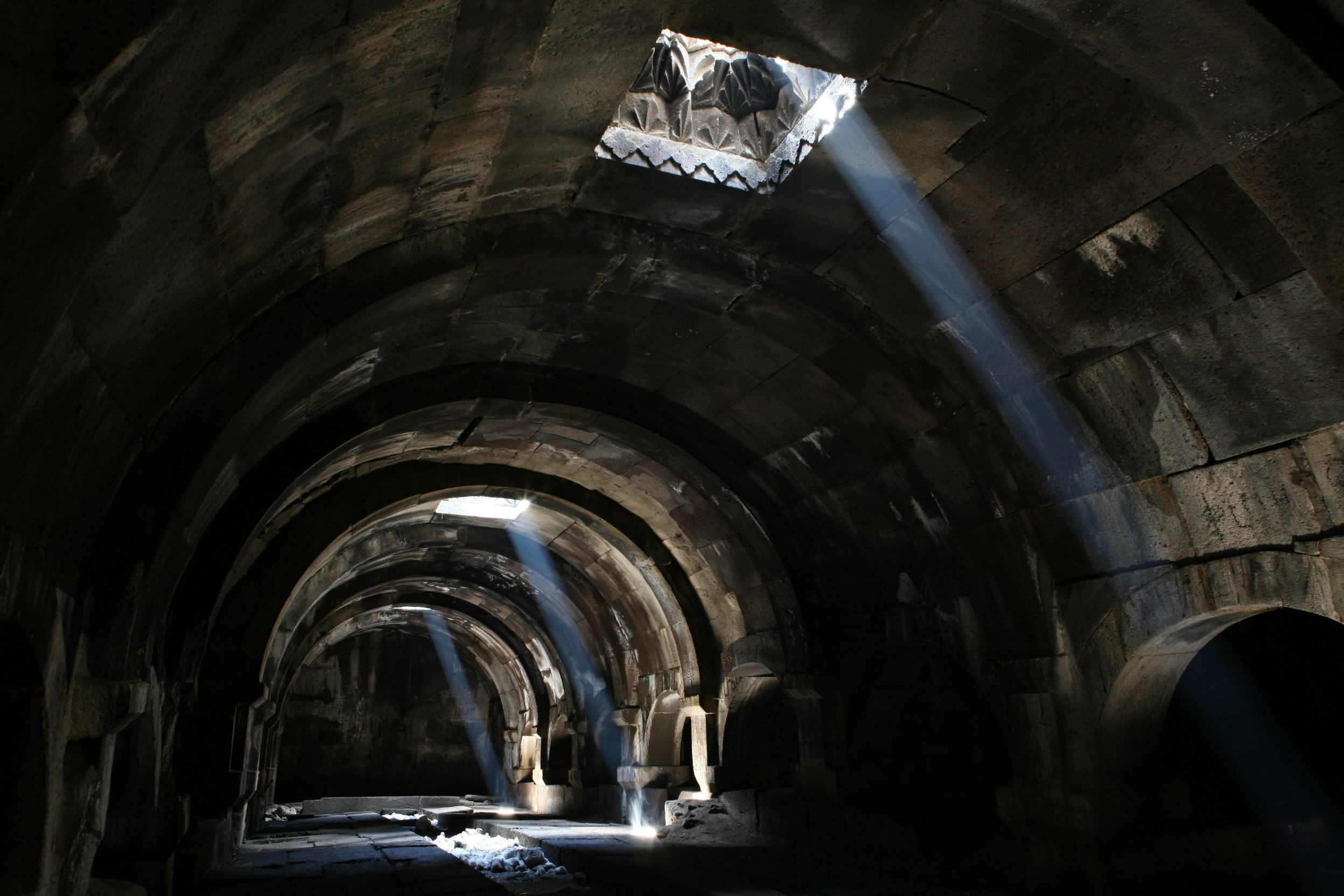
Sala interior
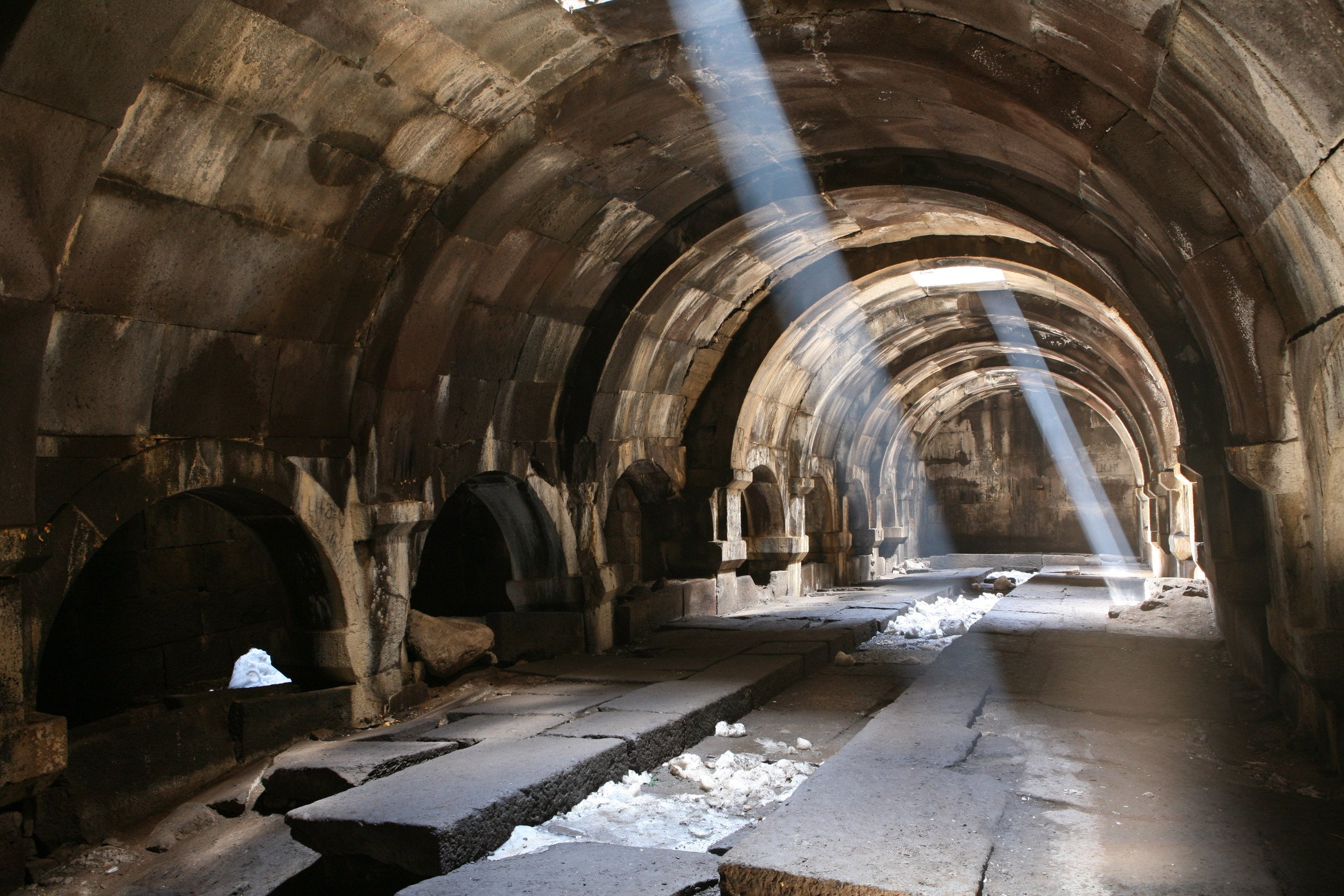
Sala interior con los pasillos laterales